# Основи внутрішньої медицини за Т. Гарісоном
Осно́ви вну́трішньої медици́ни за Т. Га́рісоном (англ. Harrison's Principles of Internal Medicine) — американський підручник з внутрішньої медицини вперше виданий за редакцією Тінслі Гаррісона 1950 р.

## Опис
У підручнику розглянуті основні аспекти профілактики, діагностики та лікування захворювань терапевтичного профілю. Окремі розділи присвячені генетичним, психічним, професійним захворюванням.
У серпні 2011 р. побачило світ 18-те перевидання підручника. Попередні версії перекладені 18-ма мовами, серед яких сербська, японська, турецька, арабська, китайська, французька, італійська, корейська. Редактори 18-го видання: Dan Longo, Anthony Fauci, Dennis Kasper, Stephen Hauser, J. Jameson, Joseph Loscalzo.
Замість традиційних для більшості підручників описів нозологічних форм (хвороб) в розділах курсу Гарісона застосовується оригінальний принцип «від ознак — до діагнозу».

## Редакції за роками
1ª: 1950, 2ª: 1954, 3ª: 1958, 4ª: 1962, 5ª: 1966, 6ª: 1970, 7ª: 1974, 8ª: 1977, 9ª: 1980, 10ª: 1983, 11ª: 1987, 12ª: 1991, 13ª: 1994, 14ª: 1998, 15ª: 2002, 16ª: 2005, 17ª: 2008, 18ª: 2011.